# 大いなる旅路 (小椋佳の曲)
「大いなる旅路」（おおいなるたびじ）は、日本のフォークソングシンガーである小椋佳が、1972年（昭和47年〉に発表した楽曲。

## 解説
本曲は、1972年度上半期の「日テレ日9ドラマ枠」にて放映されたテレビ映画『大いなる旅路』（1972年〈昭和47年〉4月2日～10月15日）の主題歌として制作され、発売された。
この当時の小椋は1970年から当時の勤務先であった日本勧業銀行の社費留学生としてノースウェスタン大学（アメリカ合衆国イリノイ州シカゴ）に滞在していた当時であったために、表に出ない、いわば覆面歌手のような形で音楽活動をしていた時代で、本曲も日本にいたプロデューサーの多賀英典と連絡を取りながら制作したと言われる。
楽曲はテレビ映画との相乗効果で評判を呼び、この年のポリドールレコード・ヒット賞を受賞した。
またB面収録の「この胸の高なりを」も、テレビ映画『大いなる旅路』の挿入歌としても使用された。
後にSUPER BELL"Zがカヴァーし、テレビアニメ『鉄子の旅』（ファミリー劇場）のエンディングテーマとして使用された。
このほか、福岡・RKB毎日放送の鉄道情報を扱うラジオ番組『旅ラジ 出発進行!』のエンディングテーマ曲としても使用されている。

## 収録曲
1. 大いなる旅路（DR-1695）
作詩：小椋佳、作曲：渡辺岳夫、編曲：小野崎孝輔
2. この胸の高なりを
作詩・作曲：小椋佳、編曲：青木望